# DR-Baureihe 52.80
Die Reko-Lokomotiven der Baureihe 52.80 entstanden ab 1960 bei der Deutschen Reichsbahn aus grundlegend überarbeiteten Kriegslokomotiven der Baureihe 52. Diese als Rekonstruktion bezeichnete Modernisierung der Lokomotive erstreckte sich mit wenigen Ausnahmen auf fast alle Bauteile und Baugruppen der Maschine.

## Geschichte
Die Rekonstruktion ist nicht zu verwechseln mit der ab 1959 ebenfalls im Reichsbahnausbesserungswerk (Raw) Stendal durchgeführten Generalreparatur einer Anzahl von Lokomotiven, bei der lediglich die kriegsbedingten „Entfeinerungen“ zurückgebaut und in größerem Umfang verschlissene Bauteile oder ebenfalls kriegsbedingt zu schwach dimensionierte Baugruppen ersetzt werden mussten. So wurden bei der Generalreparatur hauptsächlich Stehkessel und Lenkgestelle ersetzt. Daneben erhielten die generalreparierten Lokomotiven Mischvorwärmeranlagen. Die Lokomotiven behielten dabei ihre ursprüngliche Ordnungsnummer. Die rekonstruierten Lokomotiven ordnete man jedoch unabhängig von ihrer ursprünglichen Betriebsnummer in der Reihenfolge des Umbaues in die Unterbaureihe 52.80 ein.
Nachdem dargelegt worden war, dass die Rekonstruktion wirtschaftlicher sei als das Generalreparaturprogramm, wurde dieses zurückgefahren und man begann im Frühsommer des Jahres 1960 im Raw Stendal mit der Rekonstruktion der Baureihe 52. Zum einen waren bei einigen Maschinen auch die Langkessel verschlissen, zum anderen ergaben sich damit Vorteile in der Unterhaltung. 200 Lokomotiven erhielten bis 1967 den ursprünglich für die Baureihe 50.35 konstruierten Verbrennungskammerkessel Typ 50E. Die Anpassungsarbeiten erfolgten ausschließlich am Rahmen. Dadurch blieben die Rekokessel freizügig tauschbar. Rekonstruiert wurden nur Maschinen mit Blechrahmen. Weitere markante Merkmale der Rekolokomotiven waren neue Zylinder in Schweißausführung, eine Mischvorwärmeranlage der Bauart IfS/DR und, bedingt durch den neuen Kessel, neue Führerhausvorderwände mit ovalen Fenstern. Der vorgesehene komplette Ersatz der Führerhäuser und die Kupplung mit neuen Tendern kam nicht zustande, da keine Kapazitäten dafür vorhanden waren. Die verschlissenen Wannentender 2’2’ T30 wurden meist mit neu gebauten Wannen versehen.
Weitere Rekonstruktionsmaßnahmen betrafen den Einbau von Achslagerstellkeilen und die Erneuerung der Krauss-Helmholtz-Lenkgestelle. Entgegen oft geäußerten, anderslautenden Meinungen wurden die Schieber im Rahmen der Rekonstruktion nicht ersetzt oder umgebaut. Die Lokomotiven behielten ihre Regelkolbenschieber mit Druckausgleichern der Bauart Winterthur und damit auch ihre schlechten Leerlaufeigenschaften. Erst in den 1980er Jahren wurden bei einigen Lokomotiven im Raw Meiningen Druckausgleichskolbenschieber der Bauart Trofimoff/Meiningen und Zylindersicherheitsventile eingebaut. Durch diesen Umbau verbesserten sich die Leerlaufeigenschaften der Maschinen enorm, was sich wiederum in der Einsparung von Schmier- und Brennstoffen bemerkbar machte.
Insgesamt 290 Lokomotiven der Baureihen 52 wurden mit dem von Adolph Giesl-Gieslingen entwickelten Giesl-Ejektor, einer Saugzuganlage, sowie Siederohrdrosslung ausgestattet (Lieferzeitraum 1966/1967). Allerdings erhielt nur knapp die Hälfte der Lokomotiven der Reihe 52.80 einen Giesl-Ejektor, da man sich dazu entschied, vorrangig die Altbaulokomotiven der Baureihe 52 damit auszurüsten. Eine Reko-Maschine konnte in der Ebene 1400 Tonnen mit 70 km/h schleppen. Die Grenzlast lag bei 2600 Tonnen. Weil die Deutsche Reichsbahn die Restnutzungsdauer ihrer Dampflokomotiven aufgrund der angelaufenen Verdieselung unterschätzte, wählte sie eine vereinfachte Ausführung mit kürzerer Lebensdauer. Diese wurden vor der Z-Stellung der Lokomotiven wegen Abnutzung durch das Ende ihrer wirtschaftlichen Nutzungsdauer in der Regel wieder ausgebaut und durch Stephenson-Blasrohranlagen ersetzt, weil die DR einen Ersatz der abgenutzten Ejektoren wegen des absehbaren Endes der Dampftraktion nicht mehr für wirtschaftlich hielt. Der bereits 1960 gelieferte, ursprünglich für eine Lokomotive der Baureihe 44 vorgesehene Ejektor, der 1963 in eine Schnellzuglokomotive der Reihe 01.5 eingebaut wurde (dort aber nicht die erhoffte Wirtschaftlichkeitssteigerung brachte), befindet sich 2020 immer noch in der Schnellfahrlokomotive 02 0201 (ehemals 18 201) im Einsatz.

## Verbleib
Mehr als die Hälfte der ehemals 200 rekonstruierten Lokomotiven ist (siehe Baureihe 52.80 in der Liste in Deutschland vorhandener Dampflokomotiven) noch bei verschiedenen Eigentümern in verschiedenen Zuständen vorhanden. Die Ausmusterung begann Anfang der 1980er Jahre, doch infolge der Ölkrise wurden die abgestellten Maschinen wieder reaktiviert. Bei der Einführung des gemeinsamen Nummernplans von DB und DR am 1. Januar 1992 waren nach verschiedenen Angaben noch 113 bis 133 Loks im Bestand, die nun die neue EDV-Baureihenbezeichnung 052 trugen. Im August 2007 waren zehn betriebsfähige Exemplare bekannt.
In der Fahrzeugsammlung in Falkenberg stehen über 30 Lokomotiven der Reihe 52.80, bei denen es sich um ehemalige Heizlokomotiven handelt. Falkenberg war in den 1960er Jahren eine Hochburg der 52.80. Auf dem Höhepunkt waren es 29 Maschinen. Jedoch begann hier schon 1967 die Verdieselung, weshalb hier 1970 nur noch sechs Lokomotiven stationiert waren. Im Sommer 1987 gab es hier noch vier betriebsfähige 52.80, von denen noch zwei im Zugdienst eingesetzt wurden. Der letzte planmäßig mit einer Lokomotive dieser Reihe bespannte Zug verkehrte am 31. Oktober 1987. Eingesetzt wurde die 52 8174. Am 1. Februar 1988 kam sie gemeinsam mit der 52 8120 bei Elektrifizierungsarbeiten vor Betonmischzügen zum Einsatz. Auch Dieselersatz wurde gefahren. Im Bahnbetriebswerk Brandenburg endete der Planeinsatz von Lokomotiven der Baureihe 52.80 mit der Abschiedsfahrt der letzten Planlok 52 8184 am 16. Oktober 1987. Im Sommer 1987 wurden vom Bahnbetriebswerk Angermünde aus noch zwei Lokomotiven im Zugdienst eingesetzt. Die 52 8053 und 8141 schieden am 16. Oktober 1987 aus dem Dienst und wurden fortan als Heizlokomotiven eingesetzt, wobei die 52 8053 im Jahr 1988 noch einige Wochen Betonmischzüge bespannte. In den Bahnbetriebswerken Cottbus und Zittau endete der planmäßige Dampflokomotiveinsatz im Herbst 1987. Allerdings wurden einige Maschinen wegen Diesellokmangels reaktiviert und kehrten in den Plandienst zurück. In Cottbus endete jedoch auch diese Gnadenfrist im Herbst 1987. Die letzten planmäßigen Einsätze gab es bis Mai 1988 beim Bahnbetriebswerk Zittau. Einige Planleistungen vor Güterzügen mit Lokomotiven der Reihe 52.80 gab es zur Schulung von Heizlokpersonalen auch noch im April und Mai 1989.
Die 52 8055 wurde 1998 von der Schweizer Dampflokomotiv- und Maschinenfabrik DLM AG als Basis für moderne Dampftechnik neu aufgebaut.

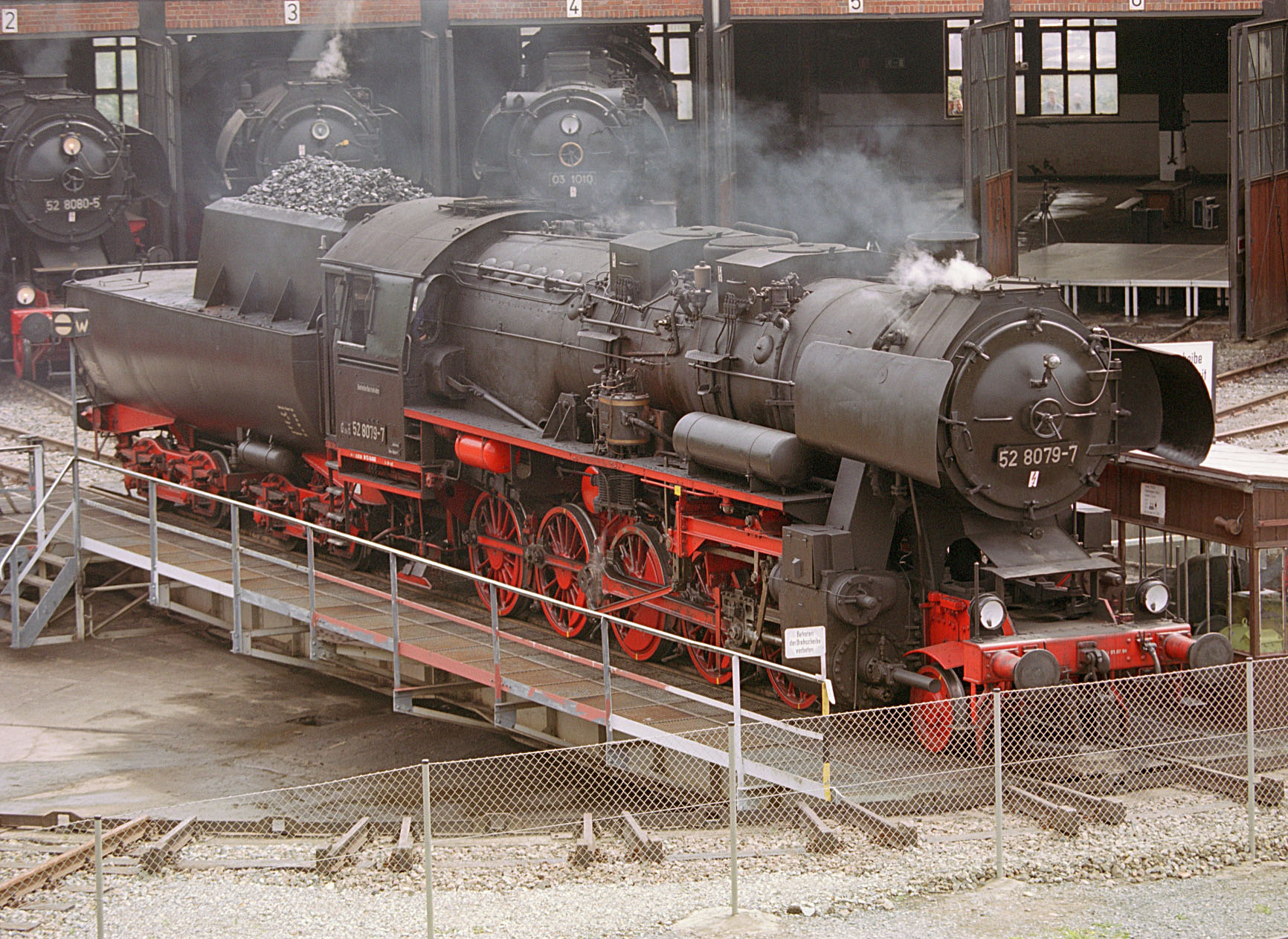
52 8079 auf der Drehscheibe im Eisenbahnmuseum Bw Dresden-Altstadt
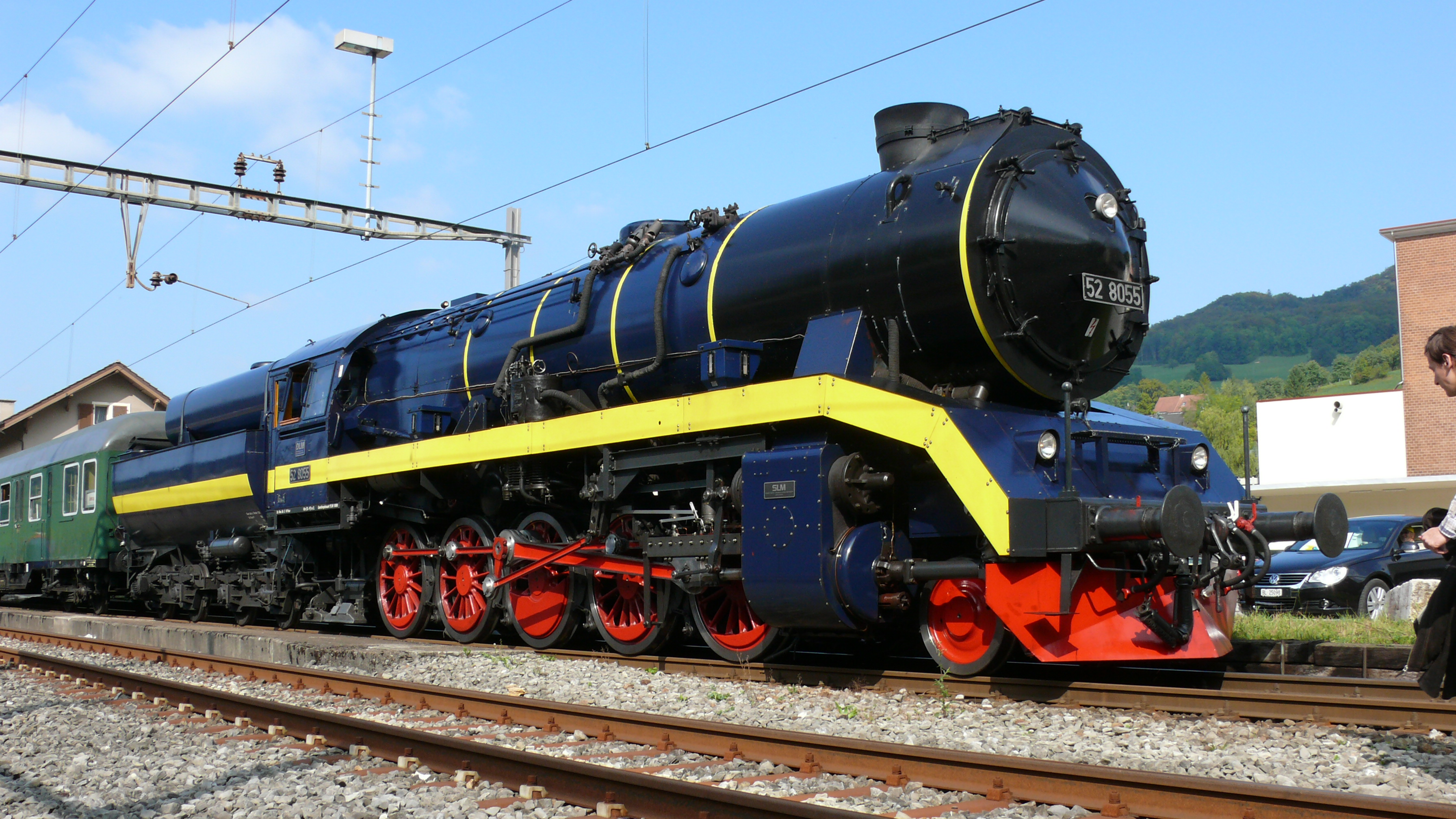
Die modernste 52.80, die 52 8055 nach Komplettumbau
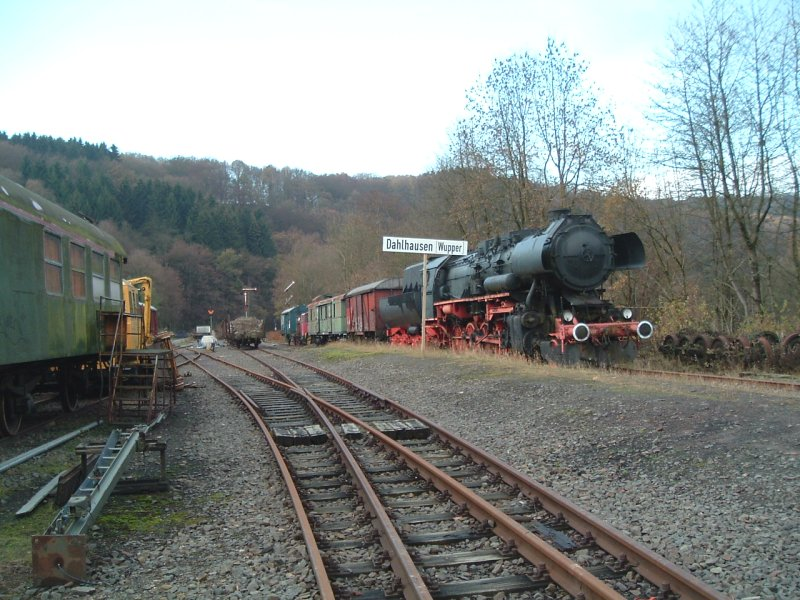
52 8086 im Bahnhof Dahlhausen (Wupper)
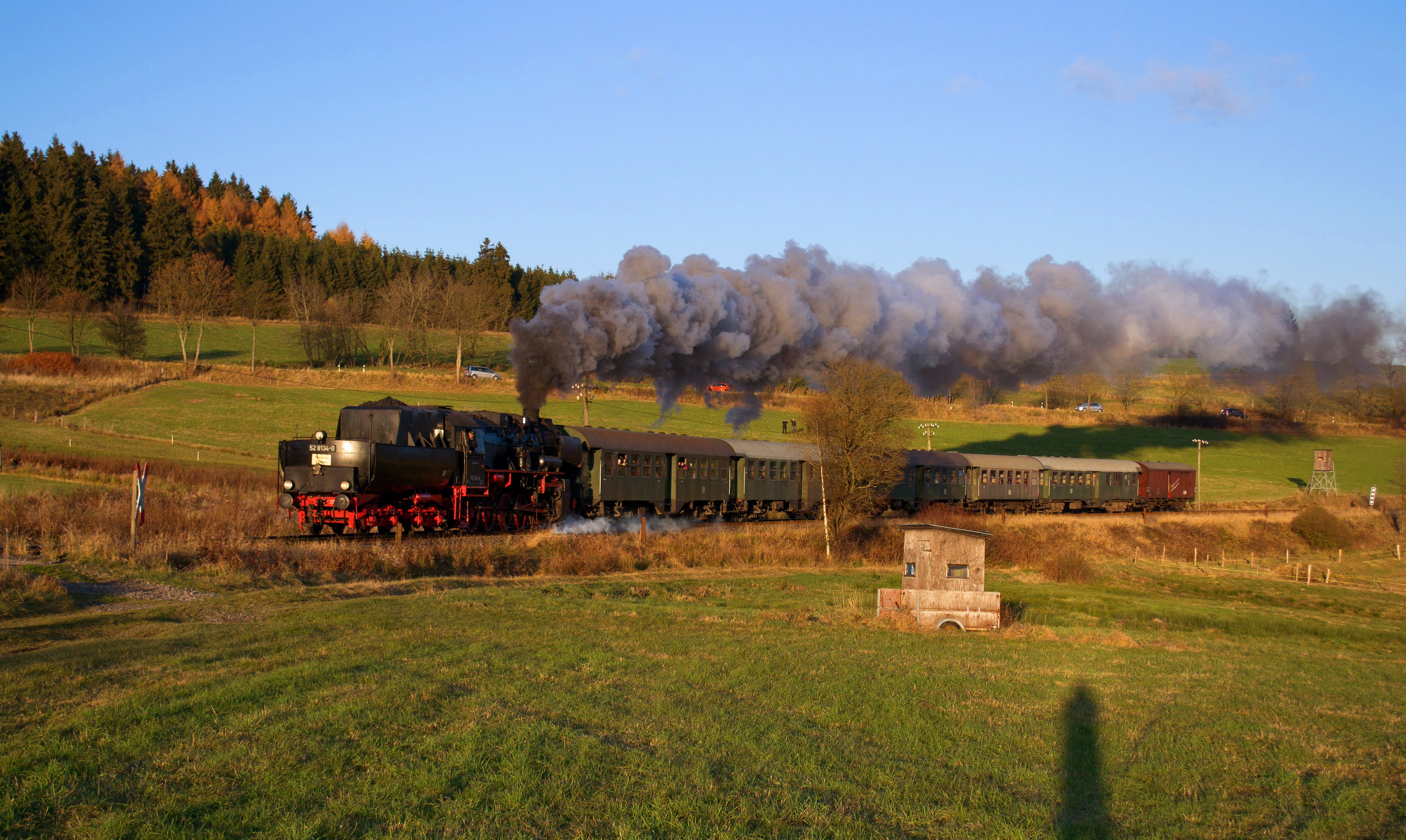
52 8134 mit einem Sonderzug der Eisenbahnfreunde Betzdorf in Hilchenbach-Lützel
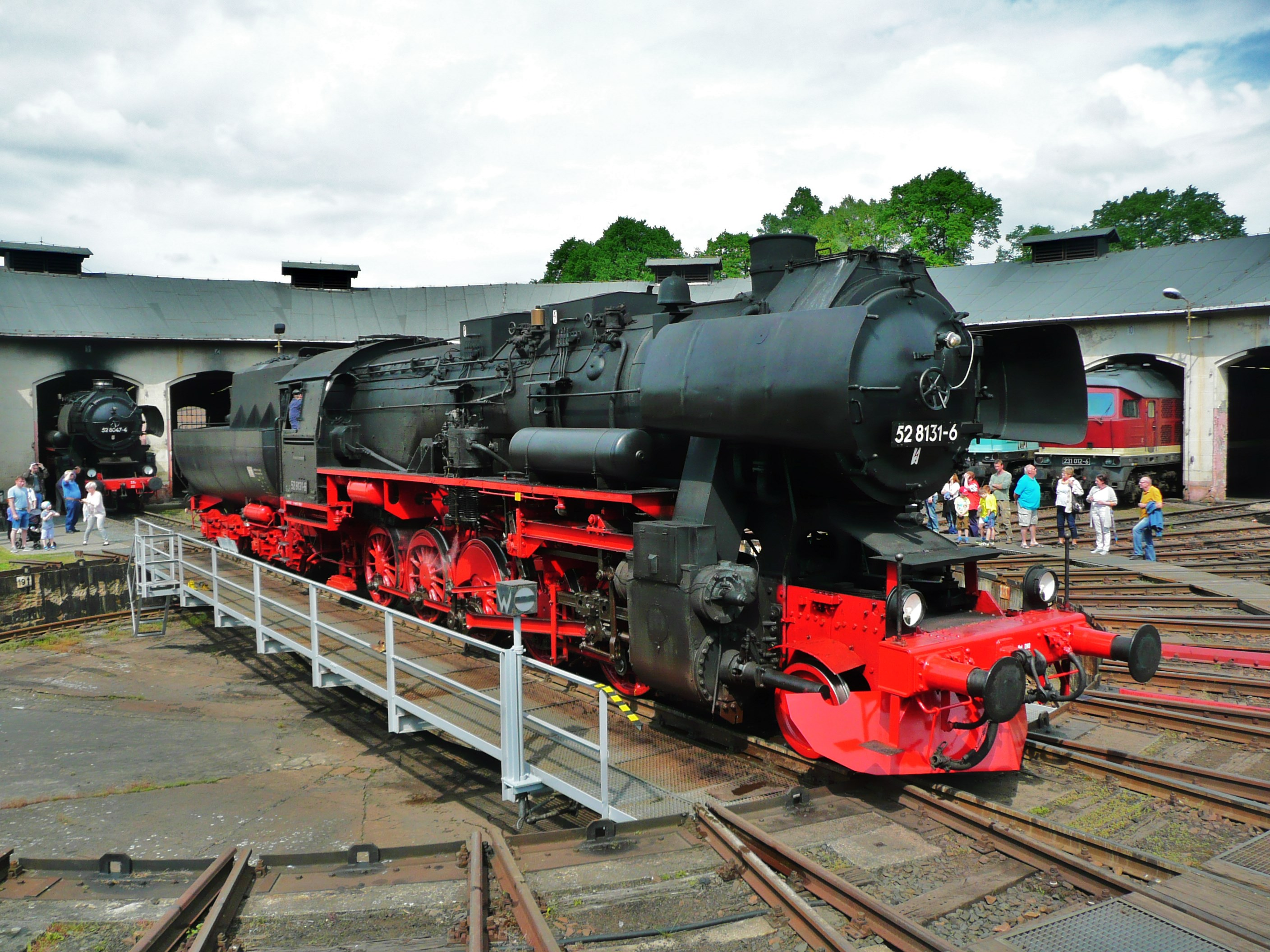
52 8131-6 der WFL auf einer Eisenbahnausstellung im Bahnhof Nossen
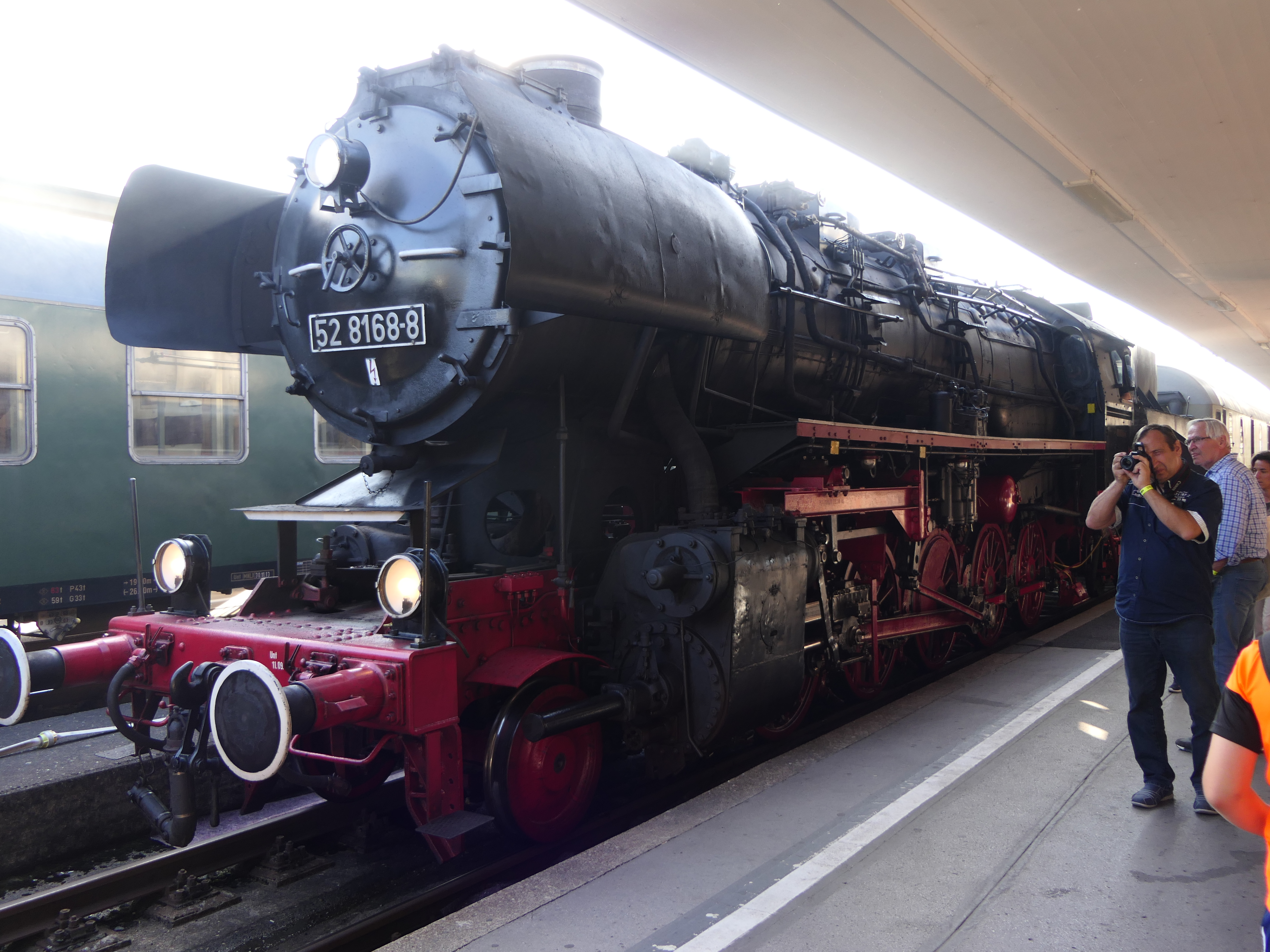
52 8168 des Bayerischen Eisenbahnmuseums im Bahnhof Göppingen
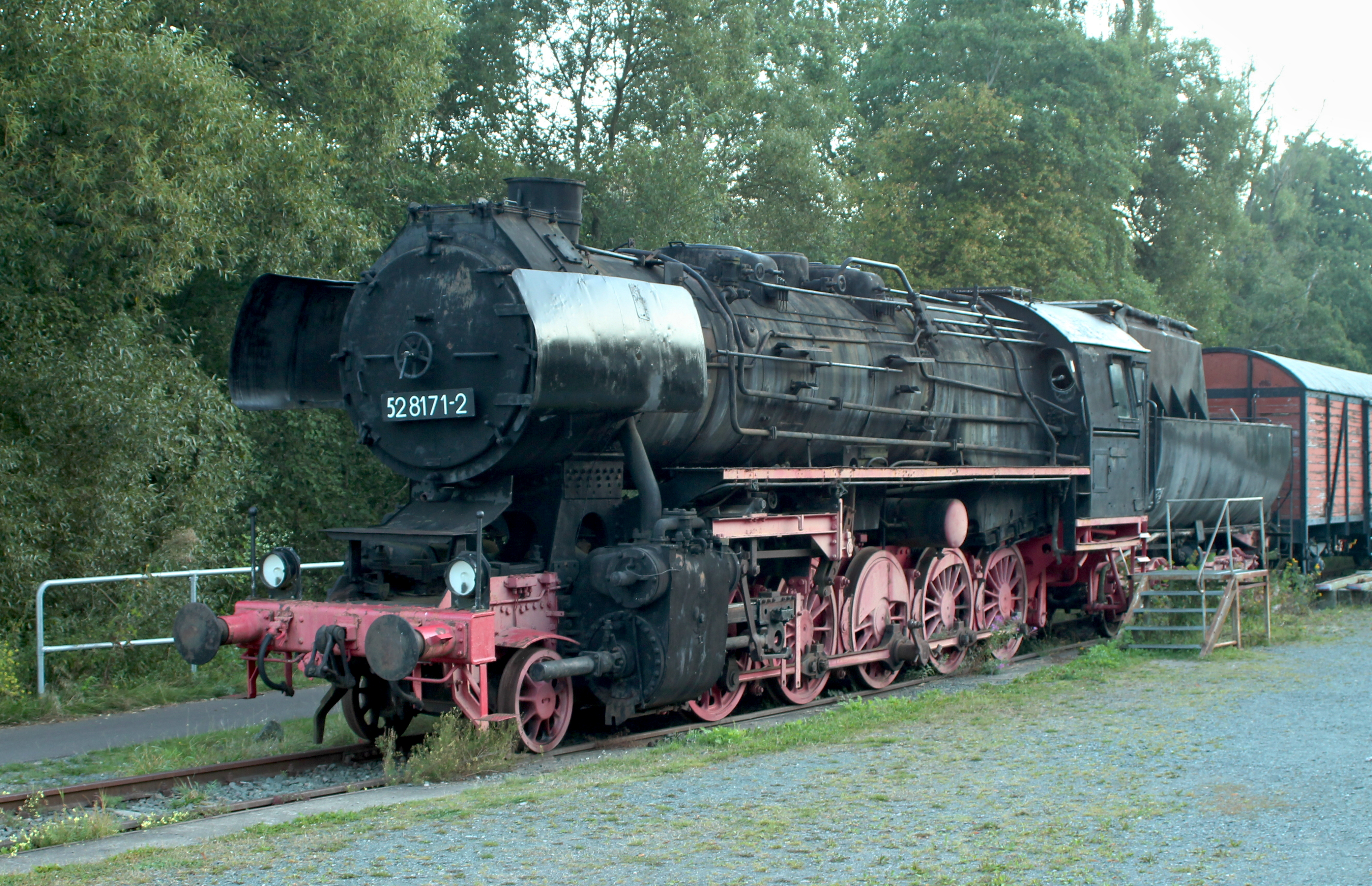
52 8171 in Lohmühle (September 2012)
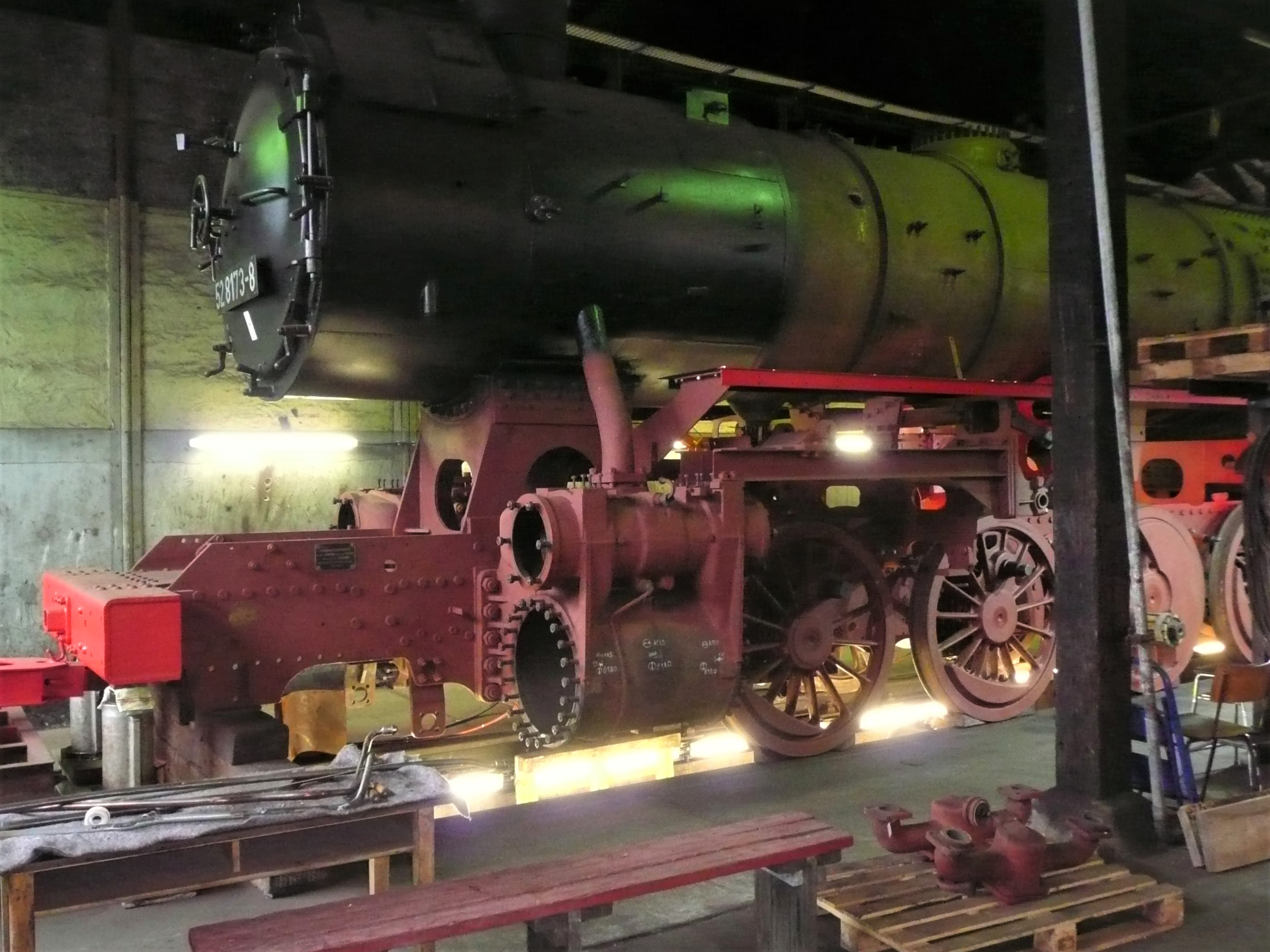
Freigelegter Rahmen und Zylinderblock der Berliner 52 8173